# فل وتر (تنسی)
فل وتر(به انگلیسی: Falling Water) شهری در ایالت تنسی کشور ایالات متحده آمریکا است که جمعیت آن در سرشماری سال ۲۰۱۰ میلادی، ۱٬۲۳۲ نفر بوده‌است.